# Viellenave-d'Arthez
 Viellenave-d'Arthez  là một xã thuộc tỉnh Pyrénées-Atlantiques trong vùng Nouvelle-Aquitaine miền tây nam nước Pháp.